# Карнийские языки

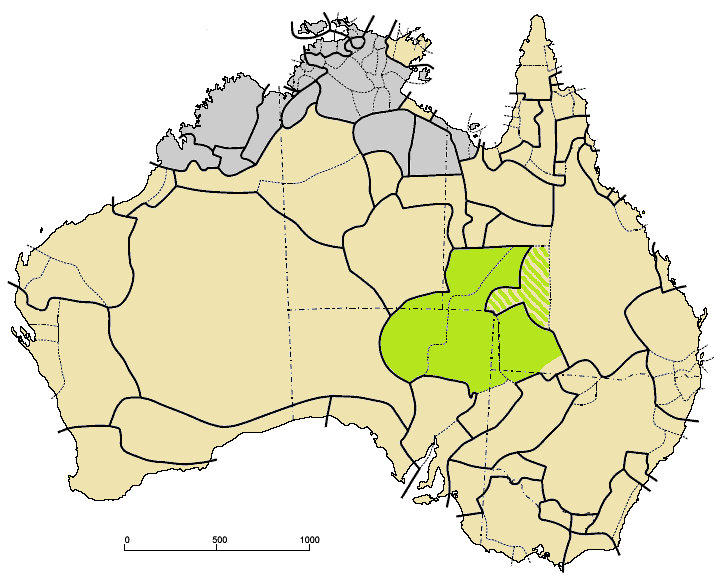
Ареал карнийских языков

Карнийские языки (англ. Karnic languages) — одна из групп языков в составе Пама-ньюнгской семьи.
Включают от 14 до 19 языков. Внутренняя классификация является предметом дискуссий.